# Damias aenea
Damias aenea är en fjärilsart som beskrevs av Jordan 1905. Damias aenea ingår i släktet Damias och familjen björnspinnare. Inga underarter finns listade i Catalogue of Life.